# Kapesní trubka

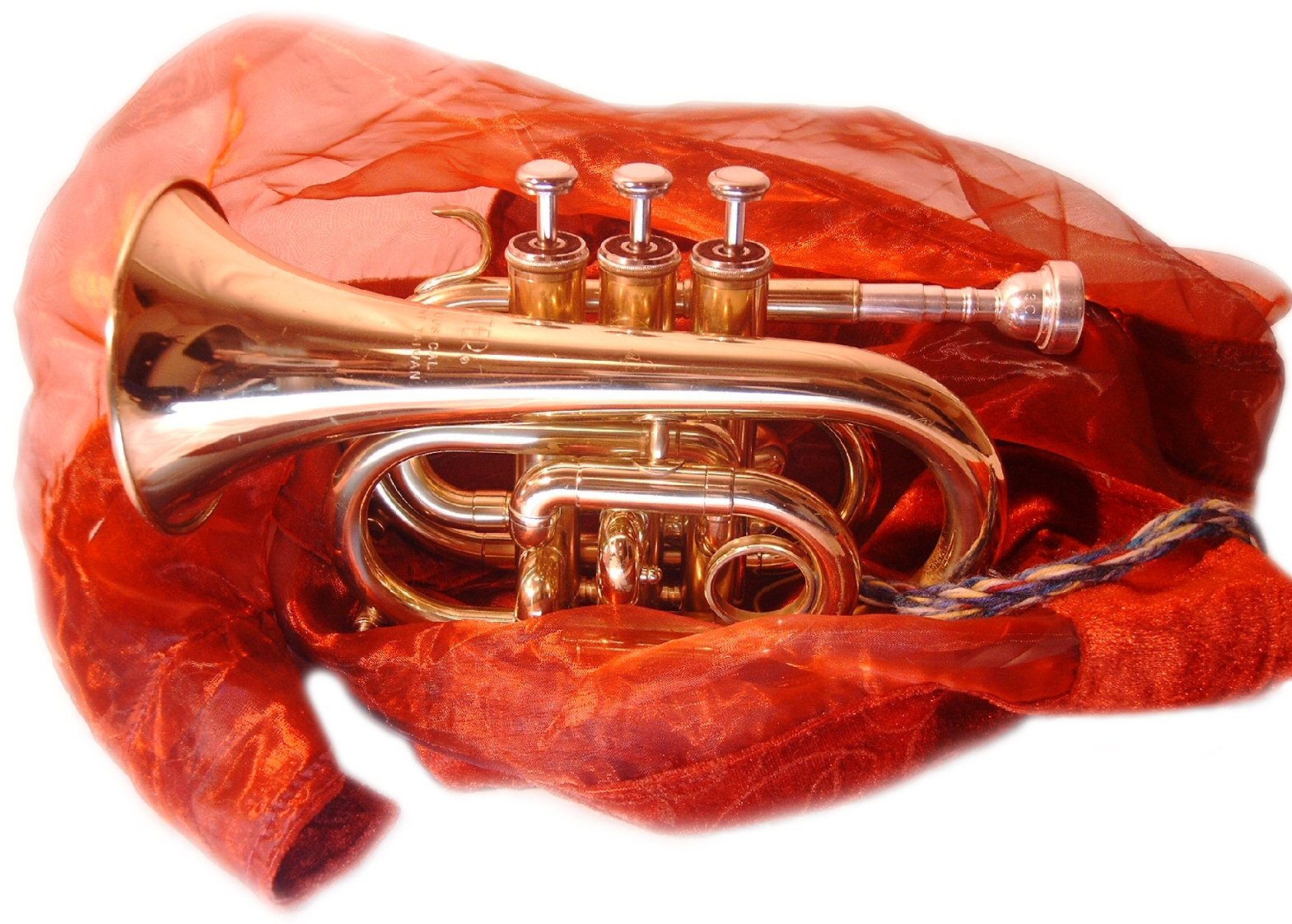
Kapesní trubka, model Jupiter

Kapesní trubka je malý žesťový nástroj. Má stejnou hlasovou polohu i nátrubek jako běžná pístová B trumpeta, ale její (přibližně 130 cm dlouhá) trubka je mnohokrát stočená, čímž se podstatně zmenšují její rozměry (např. stavební délka modelu Jupiter je cca 25 cm). Také ozvučník je podstatně užší a proto tóny (převážně) nebývají tak kvalitní.
Jakožto žesťový nástroj má i kapesní trubka nepříliš jednoznačný rozsah, ale měl by být podobný rozsahu klasické trubky, tedy zhruba (znějící) e-b2. Ke snižování vyluzovaných tonů se používají Périnetovy ventily.

## Příbuzné nástroje
- Trubka
- Kornet (hudební nástroj)